# Ehesache Lorenz
Ehesache Lorenz ist ein deutscher Spielfilm der DEFA von Joachim Kunert aus dem Jahr 1959 nach dem gleichnamigen Bühnenstück von Berta Waterstradt.

## Handlung
Trude Lorenz hat jeden Tag als Volksrichterin mit zerbrochenen Ehen zu tun. Ihr Mann Willi arbeitet in einem Betrieb, der Kräne herstellt, als Abteilungsleiter. Seit 24 Jahren sind die beiden glücklich verheiratet. Das glaubt jedenfalls auch ihre Tochter Gitta, die mit Peter, einem Liebhaber klassischer Musik, verlobt ist. In Wirklichkeit hat Willi aber seit einem halben Jahr ein Verhältnis mit seiner 22-jährigen Sekretärin Helga. Das fällt nicht nur seinem Kraftfahrer Schliffke, sondern auch anderen Kollegen sowie einer Schöffin des Gerichts auf, die Frau Lorenz in einem Gespräch die Augen öffnet. Nachdem Helga Frau Lorenz bittet, ihren Mann freizugeben, denn nach den Aussagen Willis gibt es zwischen den beiden schon viele Jahre keine Liebe mehr, nimmt die Angelegenheit ernste Züge an. Es stellt sich heraus, dass Willi beide Frauen betrogen hat, denn er hatte nie die Absicht, mit Helga eine feste Beziehung einzugehen.
Nun überschlagen sich die Ereignisse. Gitta erfährt, dass sie ein Kind von Peter erwartet. Willi versucht, nach einer längeren Aussprache mit seinem Fahrer, seine Ehe wieder zu retten. Helga bekommt eine neue Stelle in einem anderen Betrieb angeboten und Trude merkt, dass ihre Ehe noch nicht ganz zerrüttet ist. Es kommt also nicht zur „Scheidungssache Lorenz“.

## Produktion
Ehesache Lorenz wurde in Schwarzweiß gedreht und hatte am 28. August 1959 im Berliner Kino Colosseum Premiere. Die Erstausstrahlung im Deutschen Fernsehfunk erfolgte am 26. Februar 1960.

## Kritik
Valentin Lupescu fand in der Berliner Zeitung, dass dieser Film Menschen wie dich und mich zeichnet, mit treffender humoriger Sprache des Volkes und einer Menge Wahrheiten, die für jeden gelten. Dabei bringt er keinerlei naheliegende billige Moralträufelei, keine karikaturistische Verzerrung und keinen überflüssigen Kommentar.
Horst Knietzsch vom Neuen Deutschland fasste es in seiner Kritik in einem Satz zusammen: „ Bleibt nur noch zu sagen: Empfehlen Sie „Ehesache Lorenz“ auch Ihrem Nachbarn!“
Das Lexikon des internationalen Films schrieb, dass der Film in Stil und Aussage überdurchschnittliche, heiter-nachdenkliche Unterhaltung bietet. Die darstellerischen Leistungen sind hervorragend.